# Heteromeyenia
Heteromeyenia is een geslacht van sponsdieren uit de familie van de Spongillidae.

## Soorten
- Heteromeyenia baileyi (Bowerbank, 1863)
- Heteromeyenia barlettai Pinheiro, Calheira, Hajdu, 2015
- Heteromeyenia cristalina Batista, Volkmer-Ribeiro & Melão, 2007
- Heteromeyenia horsti Ezcurra de Drago, 1988
- Heteromeyenia insignis Weltner, 1895
- Heteromeyenia latitenta (Potts, 1881)
- Heteromeyenia repens (Potts, 1880)
- Heteromeyenia stepanowii (Dybowski, 1884)
- Heteromeyenia tentasperma (Potts, 1880)
- Heteromeyenia tubisperma (Potts, 1881)